# Cyperus pluribracteatus
Cyperus pluribracteatus är en halvgräsart som först beskrevs av Georg Kükenthal, och fick sitt nu gällande namn av Rafaël Herman Anna Govaerts. Cyperus pluribracteatus ingår i släktet papyrusar, och familjen halvgräs. Inga underarter finns listade i Catalogue of Life.